# Limmer Windmühle

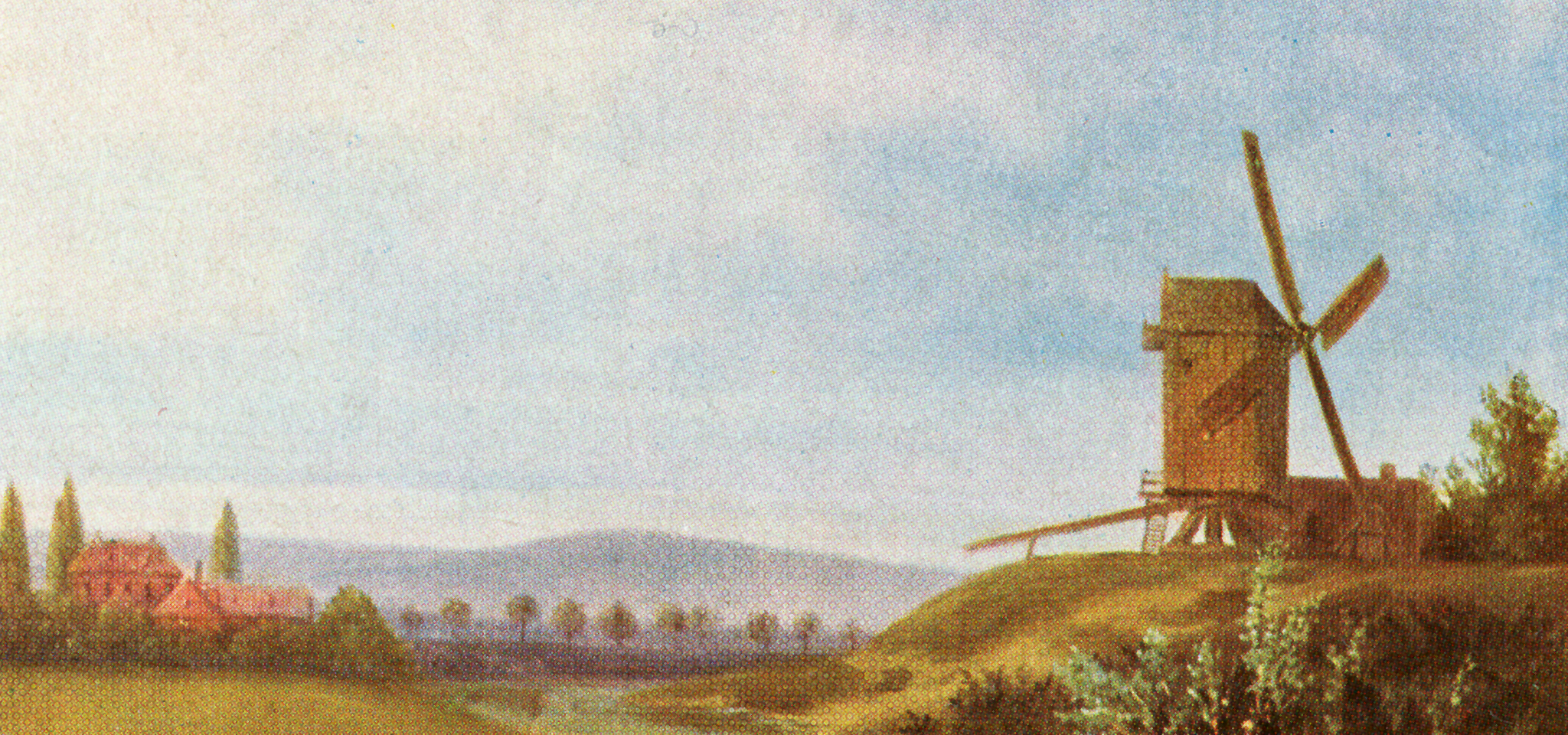
Die Windmühle auf dem Mühlenhügel 1853. Links am Bildrand die noch turmlose St.-Nikolai-Kirche in Limmer.
Ausschnitt aus einem Ölgemälde von Eduard Frederich

Die Limmer Windmühle bei Hannover war eine zur Zeit des Kurfürstentums Hannover Anfang des 18. Jahrhunderts errichtete, anfangs staatliche Windmühle.

## Geschichte
Die Bockwindmühle wurde um 1717 in der Gegend der heutigen Weidestraße/Zimmermannstraße errichtet. Im Jahr 1784 versetzte man sie an ihren Hauptstandort in Limmer nahe der späteren Schwanenburg auf den noch heute östlich der historischen Wegführung Ratswiese zwischen der Mündung der Fösse in die Leine und dem Sitz der ehemaligen Färberei Stichweh deutlich zu erkennenden Mühlenhügel. Im Jahr 1892 wurde die Windmühle verkauft und nach Osterwald umgesetzt, dort wurde sie im Juni 1933 abgebrochen.
Auf dem Grundstück in Limmer entstand aus dem verbliebenen Mühlengebäude die Ausflugs- und Kaffeegaststätte Mühlenpark. Diese war vor allem von Lindener Arbeitern besucht.

## Darstellungen

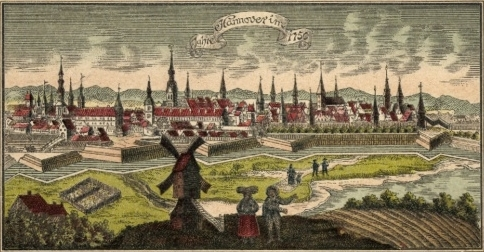
Die Windmühle vor „Hannover im Jahre 1750“.
Ausschnitt einer lithographischen Postkarte, wohl nach Mackensens Zeichnung

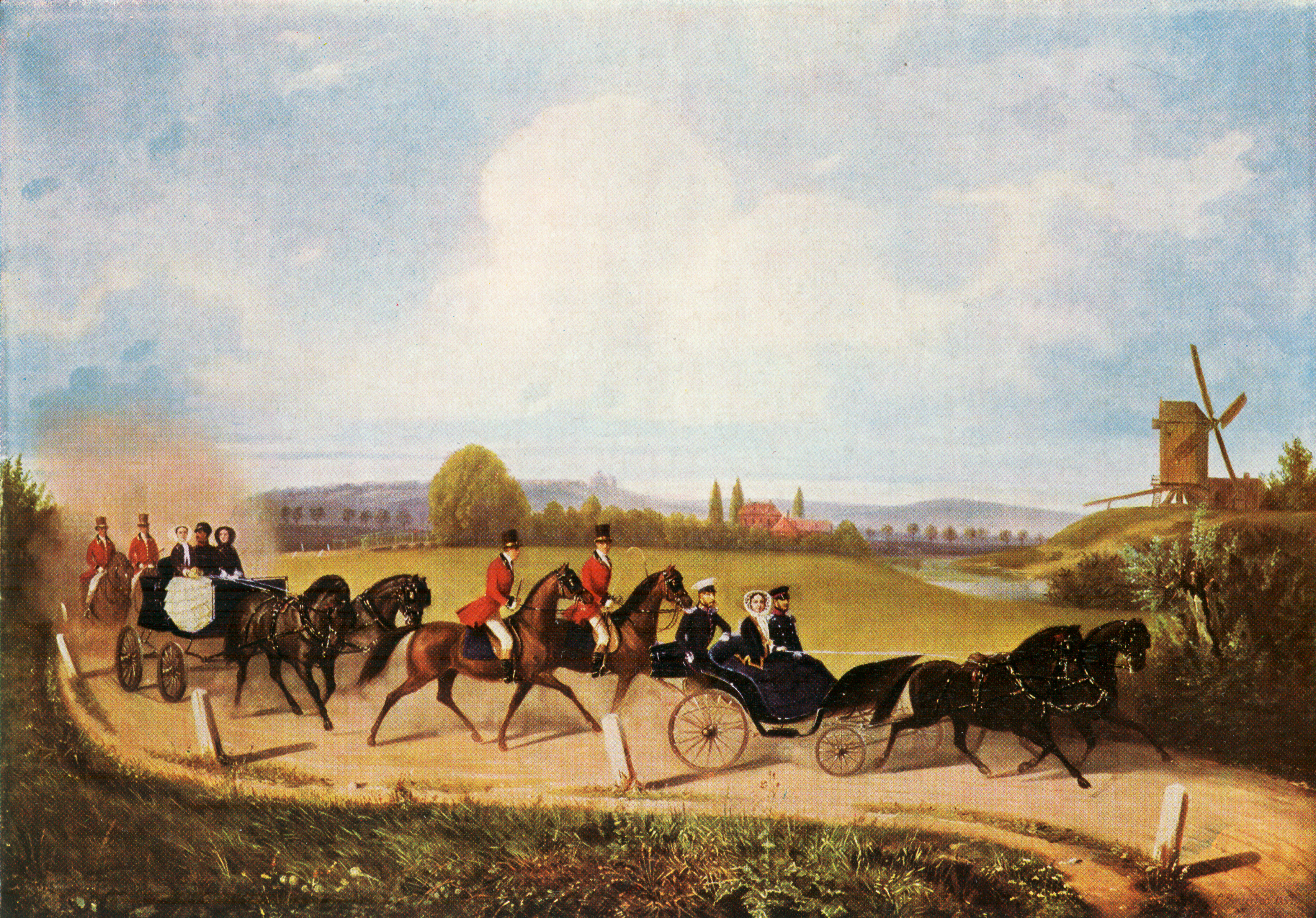
Auf der „Rückkehr vom Kronsberg“ fuhr 1853 das Königlich Hannoversche Regentenpaar bei Limmer und Herrenhausen in offener Kutsche auch an der dortigen Windmühle vorbei.
Ölgemälde von Eduard Frederich, Fürstenhaus Herrenhausen-Museum

Die Mühle an ihrem ersten Standort sowie die kurz vor der Einmündung der Fösse über die Leine führende Limmer Brücke zeichnete Johann Jakob Mackensen auf seinem 1749 geschaffenen Plan von der Churfürstl.-Braunschw.-Lüneb. Haupt und Residentz Stadt Hannover und derselbigen Gegend, biß zu dem Dorff Herrnhausen nebst den daselbst befindlichen Königl. Palais und Garten wie auch derer übrigen in dasiger Gegend gelegenen Garten und Alleen, mit Einzeichnung der Anlagen Hattorfscher Garten, Fantaisie und Görtzscher Garten, erhalten im Niedersächsischen Landesarchiv (Standort Hannover), Archiv-Signatur 250 K / 3 K
Das 1853 entstandene Ölgemälde „Rückkehr vom Kronsberg“ von Eduard Frederich zeigt die auf den Mühlenhügel versetzte Mühle.